# Pentopetia alba
Pentopetia alba är en oleanderväxtart som beskrevs av Jumelle och Perrier. Pentopetia alba ingår i släktet Pentopetia och familjen oleanderväxter. Inga underarter finns listade i Catalogue of Life.